# Gare de Belleville-Villette
Gare de Belleville-Villette je zrušená železniční stanice v Paříži v 19. obvodu. Nádraží bylo v provozu v letech 1856–1934.

## Lokace
Nádraží se nacházelo v 19. obvodu v prostoru domu č. 4, rue de Lorraine. Bylo součástí zrušené tratě Petite Ceinture a leželo na kilometru 26,418 mezi stanicemi Ménilmontant a Pont de Flandre.
Z nádraží vedly odbočky k nákladovým nádražím Paris-Bestiaux a Paris-Abattoirs.

## Historie
Nádraží bylo zprovozněno 15. července 1856 nejprve pro přepravu zboží. Pro cestující bylo otevřeno v červenci 1862. Nádraží mělo nejprve název La Petite-Villette, od roku 1858 se nazývalo Belleville-Villette. Tak jako celá linka Petite Ceinture bylo i nádraží uzavřeno pro osobní přepravu 23. července 1934.

## Budoucí využití
Atelier parisien d'urbanisme publikoval v roce 2011 studii využití tramvajové linky T8 na části bývalé tratě Petite Ceinture.